# Tampang Baru
Tampang Baru is een bestuurslaag in het regentschap Musi Banyuasin van de provincie Zuid-Sumatra, Indonesië. Tampang Baru telt 3244 inwoners (volkstelling 2010).